# Binnenhandelsvolumen
Der Ausdruck Binnenhandelsvolumen beschreibt die Summe des Warenwertes aller Güter, die innerhalb eines Landes oder eines Wirtschaftsraumes gehandelt werden. Ein hohes Binnenhandelsvolumen stärkt die Autarkie eines Landes, schwächt aber den Export und damit die Devisenreserven des Landes. Weltkriege und Weltwirtschaftskrisen führen zu einem Anstieg des Binnenhandels. Seit 1948 sank mit wenigen Ausnahmen das Binnenhandelsvolumen der einzelnen Länder oder Wirtschaftsräume im Verhältnis zum Welthandelsvolumen.